# Tom Cox (racerförare)
Thomas "Tom" Cox, född 24 februari 1936 i Asheboro i North Carolina, är en amerikansk före detta racerförare. Han korades till Nascar Rookie of the Year 1962.
Cox tävlade huvudsakligen i Nascar Grand National Series (nuvarande Nascar Cup Series) 1962-1963. Han gjorde dock Nascar-debut redan som 20-åring i ett lopp 1956 men misslyckades att kvala in. Cox försökte även kvala in till ett lopp 1966 men misslyckades även då. Cox tog under sin karriär i cup-serien tre topp-fem-placeringar och 20 topp-tio-placeringar på 44 starter.

## Utmärkelser
- 1962 - Nascar Rookie of the Year.[2]

## Resultat
| År      | Starter | Vinster | Top-5 | Top-10 | Pole | Varv | Prispengar ($) | Placering | Poäng  |
| ------- | ------- | ------- | ----- | ------ | ---- | ---- | -------------- | --------- | ------ |
| 1956    | 0       | 0       | 0     | 0      | 0    | 0    | 0              | 0         | 0      |
| 1962    | 42      | 0       | 3     | 20     | 0    | 0    | 10 181         | 18        | 11 668 |
| 1963    | 2       | 0       | 0     | 0      | 0    | 0    | 700            | 133       | 176    |
| 1966    | 0       | 0       | 0     | 0      | 0    | 0    | 0              | 0         | 0      |
|         |         |         |       |        |      |      |                |           |        |
| Totalt  | 44      | 0       | 3     | 20     | 0    | 0    | 10 881         |           |        |
| Källor: |         |         |       |        |      |      |                |           |        |